# 알파시티축구장
알파시티축구장(알파시티蹴球場, Alpha City Football Field)은 대한민국 대구광역시에 있는 스포츠 시설이다. 인조잔디 필드가 갖춰진 경기장이며, 2018년에 준공되었다.

## 참고 문헌
- “알파시티축구장”. 수성구청.
- “알파시티축구장”. 수서구체육회.
- 《2023 전국 공공체육시설 현황 (2022년 12월말 기준)》. 대한민국 문화체육관광부. 2024.